# SRAM Corporation
SRAM Corporation er en amerikansk producent af udstyr til cykelsport. Selskabet blev grundlagt i 1987, og var oprindelig centreret om et produkt, Grip Shift derailleur-gearskifteren.